# Nuoto ai campionati mondiali di nuoto 2024 - 200 metri dorso femminili
La gara degli 200 metri dorso femminili dei campionati mondiali di nuoto 2024 si è svolta il 16 e 17 febbraio 2024 presso l'Aspire Dome di Doha.

## Podio
| Pos.    | Atleta             | Nazione                     |
| ------- | ------------------ | --------------------------- |
| Oro     | Claire Curzan      | Stati Uniti                 |
| Argento | Jaclyn Barclay     | Australia                   |
| Bronzo  | Anastasija Škurdaj | Atleti neutrali autorizzati |

## Record
Prima della manifestazione il record del mondo (RM) e il record dei campionati (RC) erano i seguenti.
|  | 2'03"14 | Kaylee McKeown | 10 marzo 2023 Sydney   |
|  | 2'03"35 | Regan Smith    | 26 luglio 2019 Gwangju |

Durante la competizione non sono stati migliorati record.

## Programma
| Data             | Ora (UTC+3) | Turno      |
| ---------------- | ----------- | ---------- |
| 16 febbraio 2024 | 9:52        | Batterie   |
| 16 febbraio 2024 | 19:20       | Semifinali |
| 17 febbraio 2024 | 19:16       | Finale     |

## Risultati

### Batterie
| Pos. | Batteria | Corsia | Atleta                | Nazionalità                 | Tempo   | Note |
| ---- | -------- | ------ | --------------------- | --------------------------- | ------- | ---- |
| 1    | 4        | 4      | Claire Curzan         | Stati Uniti                 | 2'10"50 | Q    |
| 2    | 2        | 4      | Jaclyn Barclay        | Australia                   | 2'10"82 | Q    |
| 3    | 2        | 2      | Gabriela Georgieva    | Bulgaria                    | 2'10"86 | Q    |
| 4    | 4        | 5      | Eszter Szabó-Feltóthy | Ungheria                    | 2'10"95 | Q    |
| 5    | 4        | 3      | Anastasija Škurdaj    | Atleti neutrali autorizzati | 2'11"34 | Q    |
| 6    | 3        | 6      | Dóra Molnár           | Ungheria                    | 2'11"35 | Q    |
| 7    | 3        | 5      | Laura Bernat          | Polonia                     | 2'11"51 | Q    |
| 8    | 2        | 5      | Adela Piskorska       | Polonia                     | 2'11"65 | Q    |
| 9    | 3        | 2      | Anastasia Gorbenko    | Kazakistan                  | 2'11"78 | Q    |
| 10   | 4        | 7      | Sun Mingxia           | Cina                        | 2'11"79 | Q    |
| 11   | 3        | 4      | Freya Colbert         | Gran Bretagna               | 2'12"08 | Q    |
| 12   | 4        | 6      | África Zamorano       | Spagna                      | 2'12"55 | Q    |
| 13   | 2        | 3      | Lilla Bognar          | Stati Uniti                 | 2'12"56 | Q    |
| 14   | 2        | 6      | Ingrid Wilm           | Canada                      | 2'12"67 | Q    |
| 15   | 4        | 2      | Cindy Cheung          | Hong Kong                   | 2'13"11 | Q    |
| 16   | 3        | 7      | Hannah Pearse         | Sudafrica                   | 2'13"26 | Q    |
| 17   | 2        | 7      | Maria Godden          | Irlanda                     | 2'13"30 |      |
| 18   | 3        | 3      | Camila Rebelo         | Portogallo                  | 2'13"33 |      |
| 19   | 3        | 1      | Xeniya Ignatova       | Kazakistan                  | 2'14"22 |      |
| 20   | 4        | 1      | Kristen Romano        | Porto Rico                  | 2'14"46 |      |
| 21   | 4        | 8      | Chua Xiandi           | Filippine                   | 2'15"01 |      |
| 22   | 2        | 1      | Kim Seung-won         | Corea del Sud               | 2'17"16 |      |
| 23   | 2        | 8      | Janja Šegel           | Slovenia                    | 2'17"31 |      |
| 24   | 2        | 0      | Celina Márquez        | El Salvador                 | 2'18"69 |      |
| 25   | 3        | 8      | Alexia Sotomayor      | Perù                        | 2'20"05 |      |
| 26   | 4        | 0      | Natalia Zaiteva       | Moldavia                    | 2'20"07 |      |
| 27   | 3        | 0      | Carolina Cermelli     | Panama                      | 2'20"33 |      |
| 28   | 4        | 9      | Andrea Becali         | Cuba                        | 2'21"54 |      |
| 29   | 1        | 4      | Ariana Dirkzwager     | Laos                        | 2'24"69 |      |
| 30   | 1        | 5      | Jessica Humphrey      | Namibia                     | 2'26"07 |      |
| 31   | 3        | 9      | Ganga Senavirathne    | Sri Lanka                   | 2'29"23 |      |
| 32   | 1        | 3      | Aynura Primova        | Turkmenistan                | 2'33"02 |      |

### Semifinali
| Pos. | Batteria | Corsia | Atleta                | Nazionalità                 | Tempo   | Note |
| ---- | -------- | ------ | --------------------- | --------------------------- | ------- | ---- |
| 1    | 2        | 4      | Claire Curzan         | Stati Uniti                 | 2'07"01 | Q    |
| 2    | 1        | 4      | Jaclyn Barclay        | Australia                   | 2'08"85 | Q    |
| 3    | 1        | 5      | Eszter Szabó-Feltóthy | Ungheria                    | 2'09"42 | Q    |
| 4    | 2        | 3      | Anastasija Škurdaj    | Atleti neutrali autorizzati | 2'09"76 | Q    |
| 5    | 2        | 5      | Gabriela Georgieva    | Bulgaria                    | 2'09"95 | Q    |
| 6    | 2        | 6      | Laura Bernat          | Polonia                     | 2'10"00 | Q    |
| 7    | 1        | 3      | Dóra Molnár           | Ungheria                    | 2'10"31 | Q    |
| 8    | 2        | 7      | Freya Colbert         | Gran Bretagna               | 2'10"67 | Q    |
| 9    | 2        | 2      | Anastasia Gorbenko    | Kazakistan                  | 2'10"94 |      |
| 10   | 2        | 1      | Lilla Bognar          | Stati Uniti                 | 2'11"26 |      |
| 11   | 1        | 7      | África Zamorano       | Spagna                      | 2'11"44 |      |
| 12   | 1        | 6      | Adela Piskorska       | Polonia                     | 2'11"57 |      |
| 13   | 1        | 1      | Ingrid Wilm           | Canada                      | 2'11"88 |      |
| 14   | 1        | 2      | Sun Mingxia           | Cina                        | 2'12"07 |      |
| 15   | 1        | 8      | Hannah Pearse         | Sudafrica                   | 2'13"29 |      |
| 16   | 2        | 8      | Cindy Cheung          | Hong Kong                   | 2'13"85 |      |

### Finale
| Pos. | Corsia | Atleta                | Nazionalità                 | Tempo   | Note |
| ---- | ------ | --------------------- | --------------------------- | ------- | ---- |
|      | 4      | Claire Curzan         | Stati Uniti                 | 2'05"77 |      |
|      | 5      | Jaclyn Barclay        | Australia                   | 2'07"03 |      |
|      | 6      | Anastasija Škurdaj    | Atleti neutrali autorizzati | 2'09"08 |      |
| 4    | 3      | Eszter Szabó-Feltóthy | Ungheria                    | 2'09"76 |      |
| 5    | 7      | Laura Bernat          | Polonia                     | 2'09"92 |      |
| 6    | 2      | Gabriela Georgieva    | Bulgaria                    | 2'10"11 |      |
| 7    | 1      | Dóra Molnár           | Ungheria                    | 2'11"01 |      |
| 8    | 8      | Freya Colbert         | Gran Bretagna               | 2'11"22 |      |